# Ethelweard
Ethelweard (in antico inglese: Æðelweard; Regno del Wessex, 902 – 2 agosto 924) è stato un sovrano inglese, secondogenito di Edoardo il Vecchio.

## Biografia
Figlio di Edoardo il Vecchio e Elfleda era probabilmente un eremita a Bridgnorth, quando, alla morte del padre il witan lo proclamò re.
La Cronaca anglosassone afferma semplicemente che Ethelweard morì poco dopo la morte del padre (il 17 luglio 924) e che furono sepolti insieme a New Minster, Winchester. Il manoscritto D specifica che è sopravvissuto dopo suo padre solo 16 giorni. Nessun regno è esplicitamente attribuito a lui.
Atelstano dopo la morte di Ethelweard aveva ancora difficoltà a ottenere l'accettazione nel Wessex, e non fu incoronato re degli anglosassoni fino al 4 settembre 925.

## Ascendenza
|                         |   |                 | Genitori       |  |  | Nonni |  |  | Bisnonni             |  |  | Trisnonni          |  |
|                         |   |                 |                |  |  |       |  |  | Etelvulfo del Wessex |  |  | Egberto del Wessex |  |
|                         |   |                 |                |  |  |       |  |  | Etelvulfo del Wessex |  |  | Egberto del Wessex |  |
|                         |   | …               |                |  |  |       |  |  | Etelvulfo del Wessex |  |  |                    |  |
| Alfredo il Grande       |   |                 |                |  |  |       |  |  | Etelvulfo del Wessex |  |  |                    |  |
|                         |   | Osburga         | Oslac di Wight |  |  |       |  |  |                      |  |  |                    |  |
|                         |   | Osburga         | Oslac di Wight |  |  |       |  |  |                      |  |  |                    |  |
|                         |   | Osburga         | …              |  |  |       |  |  |                      |  |  |                    |  |
| Edoardo il Vecchio      |   | Osburga         |                |  |  |       |  |  |                      |  |  |                    |  |
|                         |   | Aethelred Mucil | …              |  |  |       |  |  |                      |  |  |                    |  |
|                         |   | Aethelred Mucil | …              |  |  |       |  |  |                      |  |  |                    |  |
|                         |   | Aethelred Mucil | …              |  |  |       |  |  |                      |  |  |                    |  |
| Ealhswith               |   | Aethelred Mucil |                |  |  |       |  |  |                      |  |  |                    |  |
|                         |   | Eadburh         | …              |  |  |       |  |  |                      |  |  |                    |  |
|                         |   | Eadburh         | …              |  |  |       |  |  |                      |  |  |                    |  |
|                         |   | Eadburh         | …              |  |  |       |  |  |                      |  |  |                    |  |
| Ethelweard              |   | Eadburh         |                |  |  |       |  |  |                      |  |  |                    |  |
|                         | … | …               |                |  |  |       |  |  |                      |  |  |                    |  |
|                         | … | …               |                |  |  |       |  |  |                      |  |  |                    |  |
|                         | … | …               |                |  |  |       |  |  |                      |  |  |                    |  |
| Aethelhelm di Wiltshire | … |                 |                |  |  |       |  |  |                      |  |  |                    |  |
|                         |   | …               | …              |  |  |       |  |  |                      |  |  |                    |  |
|                         |   | …               | …              |  |  |       |  |  |                      |  |  |                    |  |
|                         |   | …               | …              |  |  |       |  |  |                      |  |  |                    |  |
| Elfleda                 |   | …               |                |  |  |       |  |  |                      |  |  |                    |  |
|                         |   | …               | …              |  |  |       |  |  |                      |  |  |                    |  |
|                         |   | …               | …              |  |  |       |  |  |                      |  |  |                    |  |
|                         |   | …               | …              |  |  |       |  |  |                      |  |  |                    |  |
| …                       |   | …               |                |  |  |       |  |  |                      |  |  |                    |  |
|                         |   | …               | …              |  |  |       |  |  |                      |  |  |                    |  |
|                         |   | …               | …              |  |  |       |  |  |                      |  |  |                    |  |
|                         |   | …               | …              |  |  |       |  |  |                      |  |  |                    |  |
|                         |   | …               |                |  |  |       |  |  |                      |  |  |                    |  |